# Gangwon-do
Gangwon-do (hangul: 강원도, hanja: 江原道, romanització revisada: Gangwon-do, McCune-Reischauer: Kangwŏn-do) és una província de Corea del Sud, la capital es troba a Chuncheon. Abans de la divisió de Corea de 1945, Gangwon-do i la seva veïna Kangwŏn (a Corea del Nord), formaven una sola província.

## Història
Gangwon-do va ser una de les vuit províncies de Corea durant la Dinastia Joseon. La província es va crear el 1395, i el seu nom deriva dels noms de les ciutats de Gangneung (강릉; 江陵) i Wonju (원주; 原 州), que era la capital provincial.
El 1895, es va substituir aquesta divisió pels districtes de Chuncheon (Chuncheon-bu; 춘천부; 春川 府), a l'oest, i de Gangneun (Gangneung-bu; 강릉부; 江陵 府) a l'est; Wonju va passar a formar part del districte de Chungju.
El 1896, Corea es va tornar a dividir en províncies, aquesta vegada, en 13, i els dos districtes es van reunificar a la província de Gangwon-do. Encara que la ciutat de Wonju va tornar a formar part de la província de Gangwon-do, la capital provincial es va traslladar a Chuncheon, on roman avui en dia.
La divisió de Corea pel paral·lel 38 nord el 1945 també va afectar la província de Gangwon-do, quedant dividida en dues zones d'ocupació, nord-americana i soviètica, al sud i al nord, respectivament. La ciutat de Wonsan, que va quedar en la meitat nord de la província el 1946, va esdevenir el seu centre administratiu. El 1948, la meitat sud de la província va passar a formar part de la nova República de Corea del Sud. Amb la fi de la Guerra de Corea el 1953, la frontera entre la part nord i sud de la província es va desplaçar cap al nord, a la Línia de Demarcació Militar.